# Distretto di Huaiyin
Il distretto di Huaiyin (槐荫区S, Huáiyìn QūP) è un distretto della Cina, situato nella provincia dello Shandong e amministrato dalla prefettura di Jinan.